# Paragus atratus
Paragus atratus är en tvåvingeart som beskrevs av Meijere 1906. Paragus atratus ingår i släktet stäppblomflugor, och familjen blomflugor. Inga underarter finns listade i Catalogue of Life.